# 3741-es busz
A 3741-es jelzésű autóbuszvonal Miskolc, Hejőpapi és Mezőcsát között húzódó regionális vonal, amelyet a Volánbusz Zrt. üzemeltet.

## Útvonala
A miskolci autóbusz-állomásról indul. A 3-as főúton kezdi el útját Mezőkövesd felé, odairányban a főúton, visszirányban a Csabai kapun és a Corvin utcán át közlekedik, melyek a város egyik jelentősebb csomópontjában, a miskolctapolcai elágazásnál érnek össze. Hejőcsaba és Görömböly városrészei mentén hagyja el a várost, párhuzamosan a Budapest–Sátoraljaújhely-vasútvonallal.
Első települését, Mályit az egykori téglagyára felől közelíti meg, majd a főúton tartózkodva szeli át, a környék egyik nevezetességének számító Mályi-tavat nem érintve. Innen déli irányban Nyékládháza következik, amelyen belül a Mezőcsát felé vezető úton a belvárosba megy, onnan a mellékúton el is hagyja azt a miskolci vasúti fővonal keresztezését követően. A bányászati munkák miatt itt is gyakoriak a bányatavak, horgásztavak, nyékládházai üdülőterületek mellett halad el, valamint a 2007-ben megszűntetett Mezőcsát–Nyékládháza-vasútvonallal együtt. Később Hejőkeresztúr településre kitérést tesz, utána az Alföld és a Tisza felé folytatja útját. Azonos úton a 3742-es és 3743-as buszok közlekednek, a vonal az előbbit követi Hejőszalonta településen belül. Bőven a Tiszaújvárosi járásban a vele kapcsolatban levő buszvonalak a jellemzőek, melyek Szakáld községen is átmennek, illetve a központinak számító Hejőbábán. Innen ismét kitérés történik Nemesbikkre és a hozzátartozó Tatárdombra. A falut az egykori állomása, a Hejőbába-Hejőpapi megállóhely felé hagyja el, mely úton Hejőpapit éri el, illetve azt az utat, amelyről Hejőszalontánál még lecsatlakozott. A Hejőpapi kavicsbányákon át keresztezi az M3-as autópályát, és még Igrici községet is a Rigós-csatorna partján.
Legvégül 56 kilométer után elsőként a járásközpont termálfürdőjének üdülőterületét szolgálja ki, majd Mezőcsátra érkezik az autóbusz. Végállomására a ma már nem üzemelő vasútállomásának felfűzése után érkezik, a központi buszváróhoz.
Ellentétes irányban hétköznapi indítása a 3743-as busszal megegyező útvonalon közlekedik, részben gyorsjárati jelleggel. Útvonalát lásd a cikkben.

## Közlekedése
Indításai minden nap történnek Miskolcról az egykoron távolsági buszokat üzemeltető kisvárosba utolsó járatként. A kettő város között a 3743-as buszok közlekednek főként.

### Törzsjárművei
- az SEW-721 rendszámú Volvo 8900 autóbusz.

| Viszonylat                              | Indításszám | Közlekedési rend |
| --------------------------------------- | ----------- | ---------------- |
| Miskolc, aut. áll. – Mezőcsát, aut. vt. | 1 pár       | munkanapokon     |
| Miskolc, aut. áll. – Mezőcsát, aut. vt. | 1 oda       | hétvégén         |

## Megállóhelyei
| A megállóban a Mezőcsátról érkező járat nem áll meg. / A megállót a Mezőcsátról érkező járat nem érinti. |                                                   |         | |
| 0 | Miskolc, autóbusz-állomás végállomás              | 0.0 km  | 1, 1G, 3, 3A, 4, 7, 11, 12G, 20, 20A, 24, 28, 32, 34G, 35, 43, 44, 45, 101B, 900, 914, 935 1050, 1053, 1369, 1370, 1372, 1373, 1374, 1375, 1376, 1377, 1380, 1381, 1383, 1384, 1410, 1411 3700, 3701, 3702, 3703, 3704, 3705, 3706, 3707, 3708, 3709, 3710, 3711, 3712, 3714, 3715, 3716, 3717, 3718, 3719, 3720, 3721, 3722, 3723, 3724, 3726, 3727, 3728, 3729, 3730, 3731, 3733, 3734, 3735, 3736, 3737, 3738, 3739, 3740, 3742, 3743, 3744, 3745, 3746, 3747, 3748, 3749, 3750, 3751, 3752, 3753, 3754, 3755, 3757, 3760, 3761, 3764, 3765, 3766, 3767, 3770, 3772, 3773, 3774, 3775, 3776, 3777, 4019 |
| 1 | Miskolc, Vörösmarty út (↓)                        | 1.0 km  | 3A, 14G, 21, 21G, 24, 32, 35, 45, 901, Auchan 1 1050, 1369, 1370, 1372, 1375, 1376, 1377, 1380, 1381 3738, 3739, 3740, 3742, 3743, 3744, 3745, 3746, 3747, 3748, 3749, 3750, 3751, 3752, 4019 |
| ∫ | Miskolc, Corvin utca (↑)                          | ∫       | 20, 28, 34, 35, 43, 44, Auchan 1 1369, 1370, 1372, 1375, 1376, 1377, 1410 3738, 3739, 3740, 3742, 3743, 3744, 3745, 3746, 3747, 3748, 3749, 3750, 3751, 3752, 4019 |
| 2 | Miskolc, Lévay József utca (↓)                    | 1.8 km  | 4, 30, 31, 32, 35G, 45 1369, 1370, 1377, 1381 3738, 3739, 3740, 3742, 3743, 3744, 3745, 3746, 3747, 3748, 3749, 3750, 3751, 3752, 4019 |
| ∫ | Miskolc, SZTK rendelő (↑)                         | ∫       | 14, 20, 21, 30, 31, 34, 36, 43, 44, 900, 914, 935 1369, 1370, 1377 3738, 3739, 3740, 3742, 3743, 3744, 3745, 3746, 3747, 3748, 3749, 3750, 3751, 3752, 4019 |
| 3 | Miskolctapolcai elágazás                          | 3.2 km  | 4, 14, 20, 24, 30, 32, 34, 36, 43, 44, 45, 900, 914, 935 1050, 1369, 1370, 1372, 1373, 1374, 1375, 1376, 1377, 1380, 1381, 1410, 1411 3738, 3739, 3740, 3742, 3743, 3744, 3745, 3746, 3747, 3748, 3749, 3750, 3751, 3752, 4019 |
| 4 | Miskolc (Hejőcsaba), gyógyszertár                 | 4.3 km  | 4, 14, 43, 44, 45, 900, 914 1377, 1381 3738, 3740, 3742, 3743, 3744, 3745, 3746, 3747, 3748, 3749, 3750, 3751, 3752, 4019 |
| 5 | Miskolc (Hejőcsaba), cementgyár                   | 5.0 km  | 4, 14, 43, 44, 45, 900, 914 1377, 1381 3738, 3739, 3740, 3742, 3743, 3744, 3745, 3746, 3747, 3748, 3749, 3750, 3751, 3752, 4019 |
| 6 | Miskolc, Görömböly bejárati út (↓)                | 5.8 km  | 4, 43, 44, 53 1377, 1381 3738, 3739, 3740, 3742, 3743, 3744, 3745, 3746, 3747, 3748, 3749, 3750, 3751, 3752, 4019 |
| 7 | Miskolc, harsányi útelágazás                      | 6.5 km  | 4, 43, 44, 53 1050, 1369, 1372, 1375, 1376, 1377, 1381 3738, 3739, 3740, 3742, 3743, 3744, 3745, 3746, 3747, 3748, 3749, 3750, 3751, 3752, 4019 |
| 8 | Miskolci Állami Gazdaság                          | 8.8 km  | 1377, 1381 3739, 3740, 3742, 3743, 3744, 3745, 3747, 3748, 3749, 3750, 4019 |
| 9 | Mályi, Agroker bejárati út                        | 9.7 km  | 1370, 1377, 1381 3739, 3740, 3742, 3743, 3744, 3745, 3747, 3748, 3749, 3750, 4019 |
| 10 | Mályi, téglagyár                                  | 10.3 km | 1370, 1377, 1381 3739, 3740, 3742, 3743, 3744, 3745, 3747, 3748, 3749, 3750, 4019 |
| 11 | Mályi, bolt                                       | 11.1 km | 1050, 1369, 1370, 1372, 1375, 1376, 1377, 1380, 1381, 1410 3739, 3740, 3742, 3743, 3744, 3745, 3747, 3748, 3749, 3750, 4019 |
| 12 | Mályi, lakótelep                                  | 11.8 km | 1377, 1381 3739, 3742, 3743, 3744, 3745, 3747, 3748, 3749, 3750, 4019 |
| 13 | Nyékládháza, ónodi elágazás                       | 13.4 km | 1369 3739, 3742, 3743, 3744, 3745 |
| 14 | Nyékládháza, gyógyszertár                         | 14.2 km | 1369 3739, 3742, 3743, 3744, 3745 |
| 15 | Nyékládháza, almáskert                            | 15.8 km | 3742, 3743 |
| 16 | Hejőkeresztúr, bejárati út                        | 19.1 km | 3742, 3743, 3967, 4009 |
| 17 | Hejőkeresztúr, iskola                             | 19.9 km | 3742, 3743, 3967, 4009 vonatpótló – Hejőkeresztúr (89) |
| 18 | Hejőkeresztúr, autóbusz-forduló                   | 20.4 km | 3742, 3743, 3967, 4009 |
| 19 | Hejőkeresztúr, iskola                             | 20.9 km | 3742, 3743, 3967, 4009 vonatpótló – Hejőkeresztúr (89) |
| 20 | Hejőkeresztúr, bejárati út                        | 21.7 km | 3742, 3743, 3967, 4009 |
| 21 | Hejőszalonta, bejárati út                         | 23.8 km | 3742, 3743, 3967, 3969, 4009 |
| ∫ | Szakáldi elágazás                                 | ∫       | 3743, 3967, 3969, 4009 |
| 22 | Hejőszalonta, sportpálya                          | 24.2 km | 3742, 3967, 3969 |
| 23 | Hejőszalonta, Kossuth utca 76.                    | 24.6 km | 3742, 3967, 3969 |
| 24 | Hejőszalonta, kerámia üzem                        | 25.5 km | 3742, 3967, 3969 |
| 25 | Szakáld, felső                                    | 27.1 km | 3742, 3967, 3969 |
| 26 | Szakáld, bolt                                     | 27.5 km | 3742, 3967, 3969 |
| 27 | Szakáld, lakótelep                                | 28.6 km | 3742, 3967, 3969 |
| 28 | Hejőbába, sajószögedi elágazás                    | 32.3 km | 3742, 3966, 3967, 3968, 3969 |
| 29 | Hejőbába, községháza                              | 33.1 km | 3742, 3966, 3967, 3968 |
| 30 | Hejőbába, iskola                                  | 33.5 km | 3742, 3966, 3967, 3968 |
| 31 | Nemesbikk, Tatárdomb                              | 34.5 km | 3742, 3966, 3968 |
| 32 | Nemesbikk, művelődési ház                         | 35.7 km | 3742, 3966, 3968 |
| 33 | Nemesbikk, autóbusz-forduló                       | 36.0 km | 3742, 3966, 3968 |
| 34 | Nemesbikk, művelődési ház                         | 36.3 km | 3742, 3966, 3968 |
| 35 | Nemesbikk, Tatárdomb                              | 37.5 km | 3742, 3966, 3968 |
| 36 | Hejőbába, iskola                                  | 38.6 km | 3742, 3966, 3967, 3968 |
| 37 | Hejőbába, községháza                              | 38.9 km | 3742, 3966, 3967, 3968 |
| 38 | Hejőbába, sajószögedi elágazás                    | 39.8 km | 3742, 3966, 3967, 3968, 3969 |
| 39 | Hejőbába, Széchenyi utca 77.                      | 40.4 km | 3966, 3968 |
| 40 | Hejőbába-Hejőpapi vasúti megállóhely, bejárati út | 42.5 km | 3966, 3968 |
| 41 | Hejőpapi, Kossuth utca 10. (autóbusz-forduló)     | 44.2 km | 3743, 3966, 3968 |
| 42 | Hejőpapi, községháza                              | 45.0 km | 3743, 3966, 3968 |
| 43 | Hejőpapi, orvosi rendelő                          | 45.6 km | 3743, 3966, 3968 |
| 44 | Hejőpapi elágazás                                 | 46.5 km | 3743, 3967, 3968, 3969, 4009 |
| 45 | Igrici elágazás                                   | 49.8 km | 3743, 3966, 3967, 3968, 3969, 4009 |
| 46 | Igrici, Kossuth utca 6.                           | 51.1 km | 3743, 3966, 3967, 3968, 3969 |
| 47 | Igrici, községháza                                | 51.8 km | 3743, 3966, 3967, 3968, 3969 |
| 48 | Igrici, Kossuth utca 6.                           | 52.5 km | 3743, 3966, 3967, 3968, 3969 |
| 49 | Igrici elágazás                                   | 53.8 km | 3743, 3966, 3967, 3968, 3969, 4009 |
| 50 | Mezőcsát, fürdő                                   | 56.1 km | 3743, 4009 |
| 51 | Mezőcsát, Munkás utca                             | 57.5 km | 3743, 4009 |
| 52 | Mezőcsát vasútállomás                             | 60.1 km | 3743, 3963, 4008 |
| 53 | Mezőcsát, autóbusz-váróterem végállomás           | 61.5 km | 3743, 3963, 3964, 3965, 3976, 4008, 4009, 4010, 4021, 4028, 4030 |